# Celestino Bravo Nieto
Celestino Bravo Nieto (Somolinos, 1928 – Viladecans, 26 de juny de 2022), va ser un religiós català.

## Biografia
Celestino Bravo Nieto va néixer el 6 d'abril de 1928 al petit poble de Somolinos, província de Guadalajara (Castella-La Manxa). Mentre era seminarista a Guadalajara, patí una malaltia ocular i va ser traslladat al seminari de Barcelona per accedir a un millor tractament.
S'ordenà sacerdot el 1954 i ocupà a continuació el càrrec de Vicari a Sant Celoni, però se li va agreujar la malaltia de la vista i l'any 1958 va ser destinat com a capellà de l'Hospital de Sant Llorenç de Viladecans, on podria fer-se el seguiment de la malaltia.
L'any 1963 fou designat rector de la nova església de Santa Maria de Sales també de Viladecans, encara que el temple no es finalitzà fins 1967. A causa de la peculiar forma del terrat de l'església, Celestino Bravo fou conegut amb el sobrenom de rector de l'església del tobogan. Com a rector d'una parròquia obrera, treballà amb un gran compromís social amb la gent, convertint l'església en un punt d'ajuda per als pobres. També fundà l'entitat Fraterna Ajuda Cristiana per ajudar les persones malaltes.
També en la dècada de 1970 donà suport públicament a les reivindicacions dels treballadors de la companyia Roca Radiadors.
Deixà el càrrec de rector el novembre de 2020, després de 57 anys al capdavant de l'església de Santa Maria de Sales.

## Suport a les reivindicacions dels treballadors de Roca Radiadors
Entre els anys 1971 i 1976 donà suport a les reivindicacions laborals dels treballadors de la companyia Roca, implicant-s'hi de manera decisiva:
- Va acollir la caixa de resistència de la vaga de 1971 en el compte de la parròquia
- En l'església s'emmagatzemaren aliments per als treballadors
- Publicà una defensa dels drets dels treballadors en el full dominical de novembre de 1971
- En la vaga de 1976 acollí les assemblees dels treballadors dins l'església i en una ocasió impedí l'accés de la policia a l'interior del temple durant el tancament de 120 treballadors del 2 al 5 de març de 1976

Posteriorment ha continuat donant suport a les reivindicacions dels treballadors, com en la manifestació de 2009, quan feu la lectura pública del manifest.

## Reconeixements
- Homenatge de Viladecans a la sala Atrium el 2008, pels seus 50 anys com a rector[11]
- El 2009 l'Ajuntament de Viladecans li atorgà la primera Medalla d'Honor de la ciutat[12]